# Tōkyō Gas
Tōkyō Gas K.K. (jap. 東京瓦斯株式会社, Tōkyō Gasu Kabushiki kaisha, engl. Tokyo Gas Company, Limited) ist ein japanisches Unternehmen mit Firmensitz in Minato, Tokio.

## Geschichte
Das am 1. Oktober 1885 gegründete Unternehmen ist im Erdgassektor tätig.
Tokyo Gas versorgt die Präfekturen Tokio, Kanagawa, Saitama, Chiba, Ibaraki, Tochigi, Gunma und Yamanashi und ist der wichtigste Anbieter von Erdgas in Japan.

## Abteilung Fahrzeugbau
Ab den 1910er Jahren gab es eine Abteilung für den Fahrzeugbau. 1917 begann die Produktion von Lastkraftwagen. Der Markenname lautete zunächst TGE, ab 1931 Chiyoda. 1932 kamen einige Automobile dazu. 1935 oder 1937 endete deren Produktion.
1937 kam es zur Fusion der Abteilung mit Jidōsha Kōgyō Co. Ltd. und Kyodo Kokusan K.K. Das neue Unternehmen hieß entweder Tokyo Automobile Industry Co. Ltd. oder Tokyo Automobile Industries Co. Ltd. 1941 erfolgte die Umbenennung in Diesel Motor Industry Co. Ltd. und 1949 in Isuzu.  Eine andere Quelle gibt an, dass das neue Unternehmen Automotive Industries Co. Ltd. hieß, während das Werk in Hino als Diesel Motor Industry Company firmierte. Das Werk in Hino wurde 1942 abgespalten, woraus Hino Jidōsha entstand.

## Fahrzeuge
1917 erschienen als Nutzfahrzeugmodelle ein Viertonner mit 2 Tonnen Nutzlast sowie das TGE Model A. 1922 folgte das TGE Model G, 1927 TGE Model GP, 1930 TGE Model L und TGE Model N und 1933 der TX 40.
Ab 1930 gab es als Omnibus das Chiyoda Model MA bzw. Chiyoda Model MP sowie ab 1935 das Chiyoda Model ST als Bus mit Anhänger.
Eine andere Quelle nennt u. a. die Lkw-Modelle TX 35 und TX 40 sowie die Bus-Modelle BX 35, BX 40 und BX 45.
Im Pkw-Angebot standen große Fahrzeuge. Der H ähnelte den damaligen Modellen von Pontiac. Ein Sechszylindermotor mit 4 Liter Hubraum trieb die Fahrzeuge an. Überliefert sind Limousinen und Tourenwagen. Der sechsrädrige HS war ein siebensitziger Tourenwagen.
Hino nennt die Pkw-Modelle Chiyoda Model HS mit sechs Rädern ab 1933, Chiyoda Model HA ab 1934 sowie einen kleinen Prototyp namens Hoya ab 1934.
Ein Buch für japanische Fahrzeuge beschreibt den H als einen viertürigen Phaeton mit 509 cm Länge. Der Motor leistete 70 PS aus 4398 cm³ Hubraum. Bauzeit war von 1932 bis 1937. Er hatte einen Frontmotor und Hinterradantrieb. Der ähnliche HF der Zeit von 1936 bis 1937 hatte Allradantrieb. Der motorisch gleiche HS von 1932 bis 1937 hatte sechs Räder, von denen vier angetrieben wurden. Er war 520 cm lang. Die offene Karosserie hatte zwei Türen. Der Hoya von 1934 blieb ein Prototyp. Von ihm sind nur Frontmotor, Hinterradantrieb und zweitürige Karosserie als Phaeton überliefert. Der HA von 1036 hatte den gleichen Motor, 520 cm Radstand, eine viertürige Karosserie als Limousine und blieb ein Prototyp.